# شرکت نوسازی صنایع ایران
شرکت نوسازی صنایع ایران (به انگلیسی: Industrial Renovation Company of Iran) (به‌اختصار: IRCI) یک شرکت خصوصی ایرانی است که در بهمن‌ماه ۱۳۵۱ با نام «شرکت کشتی‌سازی خلیج فارس» تأسیس شد و در سال ۱۳۸۲ به شرکت نوسازی صنایع ایران تغییر نام داد. بالاخره پس از چند بار عرضه این شرکت در بهمن ۱۳۹۳ از طریق فرابورس به بخش خصوصی واگذار شد. فعالیت شرکت در حوزه بهسازی و نوسازی صنایع است که در راستای کاهش گازهای گلخانه ای نیز فعال می باشد.